# Urak Lawoi
Die Urak Lawoi (Thai: อูรักลาโว้ย) sind ein indigenes Volk in Thailand, das auf Inseln der Andamanensee lebt: Phuket (เกาะภูเก็ต), Siray, Phi Phi (หมู่เกาะพีพี), Lanta (เกาะลันตา), Muk (เกาะมุก) und Bulon (เกาะบุโหลน), sowie im Tarutao-Nationalpark auf Lipe (เกาะหลีเป๊ะ) und Adang (เกาะอาดัง). Ihm gehören etwa 6.000 Personen an. Die Urak Lawoi unterscheiden sich schon im Phänotyp, z. B. durch ihre dunklere Hautfarbe und die meist lockigen Haare, deutlich von den ethnischen Thais.

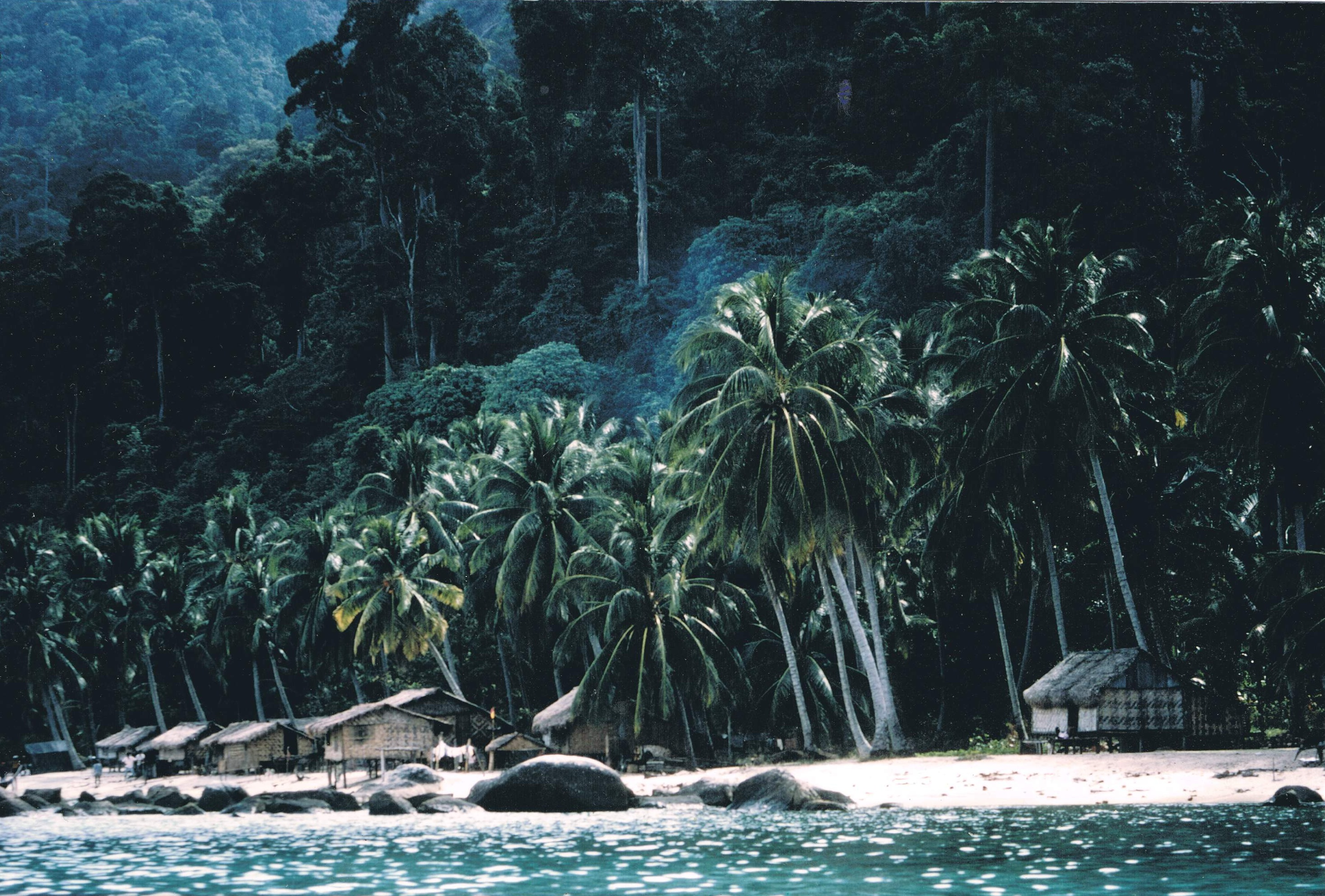
Siedlung von Urak Lawoi auf Ko Adang, 1990

## Name
Sie nennen sich selber Urak Lawoi (übersetzt: Menschen vom Meer). In Thailand werden sie, mit leicht abschätziger Konnotation, als Chao Leh (ชาวเล – wörtl. Leute der See) oder Chao Naam (Wasservolk) bezeichnet. Auch der in europäischen Sprachen benutzte Begriff Seezigeuner / Sea Gypsies ist eine pejorative Sammelbezeichnung für verschiedene Ethnien.
Die ehemals halbnomadischen Urak Lawoi bilden eine Untergruppe der als Seenomaden bezeichneten Orang Laut.

## Sprachfamilie
Die Sprache der Urak Lawoi, Malawoi, zählt Merritt Ruhlen, wie auch die Sprachen der Minangkabau und Rejang auf Sumatra, zu den von ihm als Para-Malay bezeichneten Sprachen. Neben dem Aboriginal Malay der Orang Asli und dem Local Malay z. B. der Orang Laut, sowie den Sprachen der Moken und Moklen, werden diese dem westlichen Zweig der Malayo-polynesischen Untergruppe der austronesischen Sprachfamilie zugeordnet. Malawoi ist inzwischen aber vom Thailändischen beeinflusst, zumal der Schulunterricht ausschließlich in Thai erfolgt.

## Geschichte
In der Zeit von 6000 bis 2500 v. Chr. wanderten Stämme der austronesischen Sprachgruppe von Taiwan kommend auf den Philippinen ein und breiteten sich weiter süd- und ostwärts auf die Inseln des Pazifiks aus, sowie westwärts über Südostasien bis nach Madagaskar, das sie vor ca. 1500 Jahren erreichten. Die Urak Lawoi könnten im Zuge dieser Migration schon lange vor Ankunft der ersten Thais Inseln und Küsten der Andamanensee besiedelt haben.
Ihre Geschichte ist aber erst seit dem Beginn des 20. Jahrhunderts dokumentiert. Der damalige Regierungschef Satuns, Praya Poomnardpakdee, forderte den indonesischen Händler und Magier To Kiri auf, Urak Lawoi in den Adang-Archipel zu bringen, um der britischen Kolonialregierung zu beweisen, dass die Inselgruppe von thailändischen Staatsbürgern besiedelt wird, denn 1909 wurde die Staatsgrenze zwischen Thailand und Malaysia ausgehandelt. Die heute auf der Insel Lipe lebenden Urak Lawoi (die dann aber erst vor einer Generation die thailändische Staatsbürgerschaft und dabei von der sie protegierenden Mutter des Königs Phumiphon, Srinagarindra, kollektiv den Familiennamen Haan Thaleh, das bedeutet See-Held, erhielten), sind hauptsächlich aus den Familien entstanden, die To Kiri von Lanta und Phuket in den Adang-Archipel folgten.

## Religion
Die traditionelle Religion ist animistisch. Die Urak Lawoi respektieren sowohl Naturgeister als auch die Seelen Verstorbener. Schamanismus wird als Alltagsmedizin praktiziert. Die Urak Lawoi auf der Insel Bulon sind zum Islam konvertiert. Der thailändische Buddhismus ist unter den Urak Lawoi mittlerweile weit verbreitet, und inzwischen gibt es auch eine christliche Bewegung. Der Buddhismus und der Islam vertragen sich gut mit dem Animismus, so dass diese Religionen angenommen werden konnten, ohne traditionelle Praktiken aufgeben zu müssen. Die missionarische Tätigkeit der baptistischen Christen hingegen verlangt die Aufgabe von Schamanismus und animistischen Riten. Die Einstellung der Urak Lawoi dem Glauben gegenüber ist von Toleranz geprägt. Es kommt öfters vor, dass in einer Familie die einzelnen Mitglieder Anhänger unterschiedlicher Religionen sind.

## Lebensweise
Traditionell lebten die Urak Lawoi am Strand. Sie ernten Muscheln und Schalentiere von Felsen und aus dem Riff. Sie fischen und stellen, z. B. auf Ko Adang, Fallen für Wildschweine. Die Urak Lawoi des Adang-Archipels besitzen ein umfassendes Wissen über im Dschungel wild wachsendes Gemüse, Kräuter und Wurzeln. Sie leben je nach Jahreszeit in Häusern oder vorübergehenden Unterkünften (Baghad). Ihren Lebensunterhalt bestreiten sie hauptsächlich mit Fischfang, wobei aber die Beschäftigung in der Tourismus-Industrie ständig zunimmt. Sie benutzen Longtailboote, die normalerweise einem Fischhändler gehören, der nicht aus ihrer Gemeinschaft stammt. Die meisten Urak-Lawoi-Männer sind luug nong eines solchen Fischhändlers (taukay). Dieses in ganz Asien verbreitete Arbeitsverhältnis ist von einer starken Abhängigkeit geprägt, vergleichbar mit der Leibeigenschaft im europäischen Mittelalter.
Da alle Urak-Lawoi-Siedlungen sich auf Inseln befinden, die inzwischen stark besuchte Touristenzentren sind, geht ihre Kultur unter. Ihr traditioneller Lebensbereich wird durch Urbanisierung zerstört. Bestrebungen aus ihrer Gemeinschaft zur Erhaltung ihres Lebensraumes werden von lokalen Mächten im Keim erstickt. Auf Phuket sind die Urak Lawoi inzwischen in Slums gedrängt worden.

## Kulturelle Besonderheit
Zweimal im Jahr, zum Wechsel der Monsunwinde, feiern die Urak Lawoi ein dreitägiges Fest, genannt Phra Chak (auf Thai: Loi Rüa). Es beginnt mit einer Opferzeremonie zugunsten der Seelen Verstorbener, vor allem To Kiris und seiner Frau, die auf der Insel Lipe begraben sind. Am zweiten Tag wird ein Modellboot gebaut, das bei Ebbe am Morgen des dritten Tages ins Meer gebracht wird, um das Ungute der letzten Monate von der Insel und ihren Bewohnern fortzutragen. Danach werden sieben Holzkreuze und Wassereimer am Strand des Dorfes aufgestellt.
Spirituelle Zeremonien werden mit Ramana-Musik begleitet. Um Ramana zelebrieren zu können, müssen mindestens sieben alte Männer anwesend sein, wobei der Schamane die Rolle des Vorsängers übernimmt. Zu dem Gesang von sieben Liedern, natürlich in Malawoi, wird getrommelt. Die Frauen tanzen im Kreis jeweils um das verehrte Objekt, also um die Gräber To Kiris und seiner Frau, das Modellboot, die Holzkreuze oder, bei anderen Ramana-Zeremonien, die trommelnden und singenden Männer.
Außer der Ramana- kennen die Urak Lawoi noch die Rong Ngeng-Musik, die eher gesellschaftlichen Anlässen dient. Statt des Schamanen spielt dabei der Geigenspieler die Hauptrolle. Mädchen und Frauen stellen sich in zwei Reihen auf und tanzen aufeinander zu, wobei die Gesten der Hände sehr wichtig sind. Ein in einer Hand gehaltenes Stofftaschentuch dient phasenweise als Brücke zur Nebentänzerin.
Aufgrund ihres isolierten Lebensstils auf Inseln besitzen die Urak Lawoi noch die Kenntnisse, sich aus der Natur selbst zu versorgen. Sogar giftige Fischarten wie Kugelfisch und Feuerfisch werden zubereitet und verzehrt, wenn sie in Fischfallen (Bubu) geraten. Ihre Gemeinschaft ist geprägt vom umfangreichen Wissen über den Lebensraum Meer einschließlich der Navigation ohne technische Hilfsmittel.

Urak Lawoi auf Ko Lipe

## Sprache
| Deutsch                 | Malaysisch        | Malawoi                |
| ----------------------- | ----------------- | ---------------------- |
| Hast du schon gegessen? | Anda sudah makan? | Gau makad nasi da ted? |
| Es gibt kein Wasser     | Tidak ada air     | Bo hoy ayee            |
| Fisch                   | Ikan              | Ikad                   |
| Tintenfisch             | Sotong            | Nuih                   |
| Fischen                 | Memancing         | Memancing              |
| Wohin gehst du?         | Pergi mana?       | Pi diha?               |
| Macht nichts!           | Tidak apa-apa!    | Hoy nama!, Hoy pasan!  |

## Bezeichnung als Indigenes Volk
Die Urak Lawoi können als indigenes Volk bezeichnet werden, da sie den Voraussetzungen der Definition nach Erika-Irene Daes, der langjährigen Vorsitzenden der UN-Arbeitsgruppe über Indigene Bevölkerungen entsprechen:
1. Die Urak Lawoi bevölkerten und nutzten die Inseln der südlichen Andamanensee vor den ethnischen Thais, die traditionell kein seefahrendes Volk sind.
2. Die Kultur der Urak Lawoi unterscheidet sich in Sprache, Riten, Musik und Essgewohnheiten von den ethnischen Malaien und ethnischen Thais. Die Bewahrung ihrer Kultur erfolgte auf freiwilliger Basis.
3. Sie definieren sich selbst als „Menschen vom Meer“ und sehen sich als Gemeinschaft, die sich von den Moken, ethnischen Malaien und ethnischen Thais unterscheidet.
4. Ihre Erfahrung von Unterdrückung bezieht sich auf ihre Diskriminierung, die Ausbeutung ihrer Arbeitskraft, Verweigerung ihres Rechtes auf Selbstbestimmung hinsichtlich ihres Wohnortes und die Verweigerung der Anerkennung ihrer Landrechte.